# Blu Cantrell

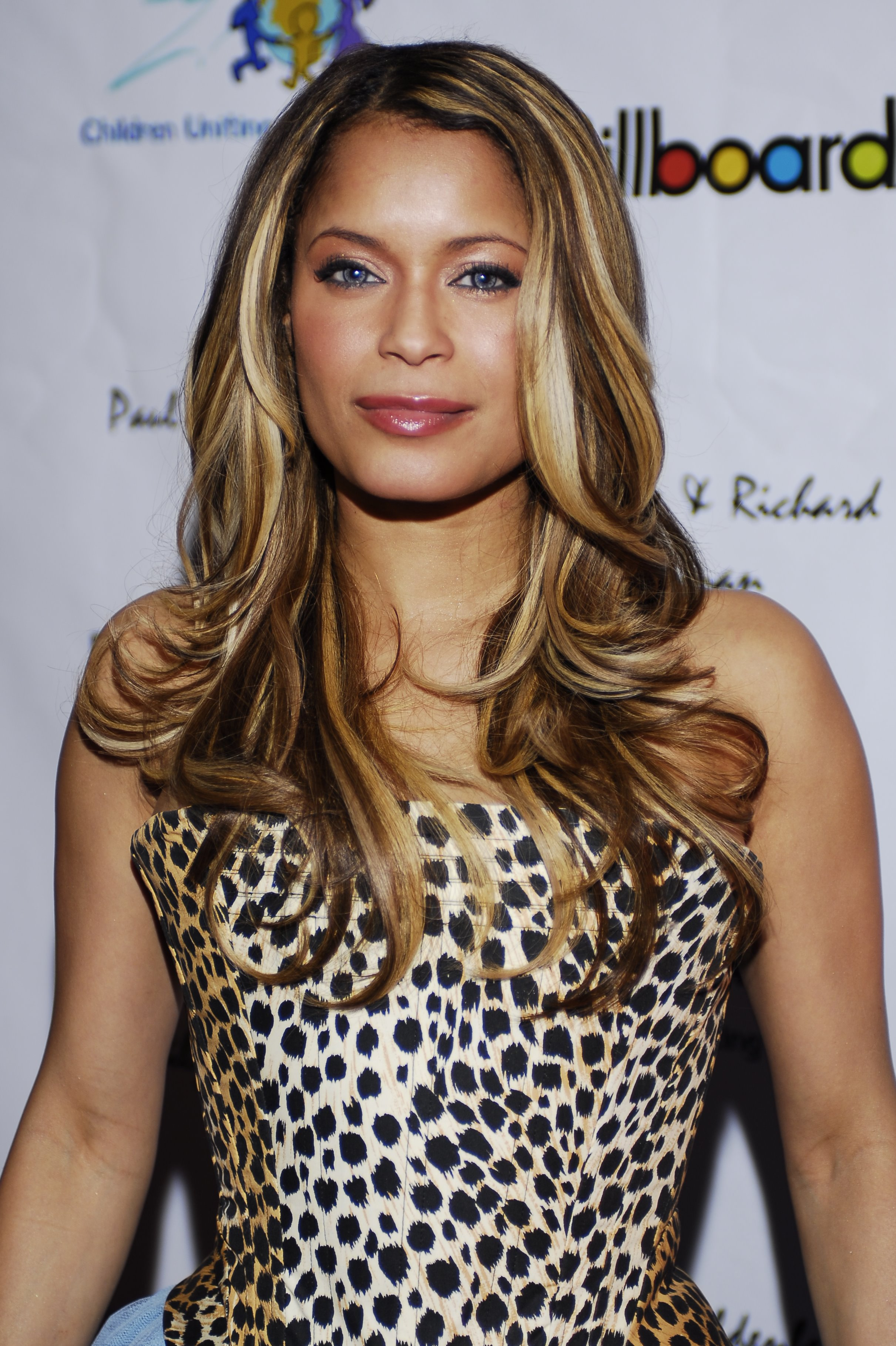
Blu Cantrell auf der Afterparty der 79th Annual Academy Awards Children Uniting Nations/Billboard (2007)

Blu Cantrell (eigentlich Tiffany Cobb; * 16. März 1976 in Providence, Rhode Island) ist eine US-amerikanische R&B- und Soul-Sängerin.

## Leben

### Kindheit
Cantrell kommt 1976 in Providence, Rhode Island als ältestes Kind eines professionellen NBA-Basketballspielers und einer Jazzsängerin mit deutscher, französischer, schottischer Abstammung zur Welt. Bereits im Alter von drei Jahren tritt sie als Teil des örtlichen Kirchenchors bei Wohltätigkeitskonzerten und Gesangswettbewerben vor größerem Publikum auf. Nach der Trennung der Eltern zieht Cantrell gemeinsam mit ihrer Mutter und ihren fünf Geschwistern nach Atlanta, Georgia.

### Karriere
Von der beruflichen Tätigkeit ihrer Mutter inspiriert, beschließt Cantrell ihr Glück im Musikgeschäft zu versuchen. 2000 werden Tab und Laney Stewart, Geschäftsführer von Red Zone Entertainment, auf ein Demoband der jungen Sängerin aufmerksam. Sie organisieren ein Treffen mit Antonio „L.A.“ Reid, der ihr nach einem erfolgreichen Vorsingen einen Plattenvertrag mit seinem Label Arista Records anbietet. Wenig später beginnt Blu mit den Aufnahmen zu ihrem Debütalbum; parallel dazu steht sie zunächst auch als Backgroundsängerin Puff Daddy, Faith Evans und Truth Hurts zur Seite.
2001 erscheint schließlich ihr erstes Album So Blu. Vom Erfolg der ersten und einzigen Singleauskopplung Hit 'Em Up Style (Oops!) getragen, entwickelt sich die Platte zumindest im englischsprachigen Raum zu einem Top-10-Erfolg; allein in den USA verkauft die Platte innerhalb weniger Monate mehr als 500.000 Einheiten und erreicht damit Goldstatus. Die Single wird indes mit zwei Grammy-Nominierungen bedacht und beschert Cantrell sowohl einen American Music Award als auch den Lady of Soul Award 2001.
Nach zweijähriger Pause meldet sich die Sängerin schließlich 2003 mit ihrem zweiten Album Bittersweet zurück. Obwohl die Platte in den Vereinigten Staaten bei weitem nicht an den Erfolg des Debüts heranzureichen weiß, verhilft sie Cantrell insbesondere in Europa und Australien zu erstmaligem Durchbruch. Die Single Breathe (in Kollaboration mit Sean Paul) erreicht unter anderem Platz 1 in Großbritannien und Irland. Der Nachfolger U Make Me Wanna Scream kann sich immerhin im Radio-Airplay durchsetzen.
2005 wurde das Video zur Single The Cha Cha im Internet veröffentlicht, doch weder das Video noch die Single werden auf anderem Wege veröffentlicht.

## Diskografie
Studioalben

| Jahr | Titel       | Höchstplatzierung, Gesamtwochen, AuszeichnungChartplatzierungen (Jahr, Titel, Platzierungen, Wochen, Auszeichnungen, Anmerkungen) | Höchstplatzierung, Gesamtwochen, AuszeichnungChartplatzierungen (Jahr, Titel, Platzierungen, Wochen, Auszeichnungen, Anmerkungen) | Höchstplatzierung, Gesamtwochen, AuszeichnungChartplatzierungen (Jahr, Titel, Platzierungen, Wochen, Auszeichnungen, Anmerkungen) | Höchstplatzierung, Gesamtwochen, AuszeichnungChartplatzierungen (Jahr, Titel, Platzierungen, Wochen, Auszeichnungen, Anmerkungen) | Höchstplatzierung, Gesamtwochen, AuszeichnungChartplatzierungen (Jahr, Titel, Platzierungen, Wochen, Auszeichnungen, Anmerkungen) | Anmerkungen                         |
| Jahr | Titel       | DE | AT | CH | UK | US | Anmerkungen                         |
| ---- | ----------- | --- | --- | --- | --- | --- | ----------------------------------- |
| 2001 | So Blu      | — | — | — | — | US8 Gold · (15 Wo.)US | Erstveröffentlichung: 31. Juli 2001 |
| 2003 | Bittersweet | — | — | CH82 (3 Wo.)CH | UK20 Gold · (12 Wo.)UK | US37 (7 Wo.)US | Erstveröffentlichung: 24. Juni 2003 |